# Boyuibe
Boyuibe ist eine Landstadt im Departamento Santa Cruz im südamerikanischen Anden-Staat Bolivien.

## Lage im Nahraum
Boyuibe ist der zentrale Ort des Municipios Boyuibe in der Provinz Cordillera. Die Stadt liegt auf einer Höhe von 811 m am Ostrand der Sierra Boyuibe, nördlicher Ausläufer der Voranden-Kette der Serranía Aguaragüe, die hier acht Kilometer westlich der Stadt bis auf Höhen von mehr als 1400 m ansteigt.

## Geographie
Boyuibe liegt im tropischen Klima des südamerikanischen Gran Chaco, die sechsmonatige Feuchtezeit reicht von November bis April und die Trockenzeit von Mai bis Oktober (siehe Klimadiagramm Camiri).
Die Jahresdurchschnittstemperatur beträgt 23 °C, mit 17 bis 18 °C von Juni bis Juli und über 26 °C von November bis Dezember. Der Jahresniederschlag beträgt knapp 900 mm, feuchteste Monate sind Dezember und Januar mit 175 mm und trockenste Monate Juli und August mit knapp 10 mm.

## Verkehrsnetz
Boyuibe liegt in einer Entfernung von 349 Straßenkilometern südlich von Santa Cruz, der Hauptstadt des Departamentos.
Von Santa Cruz führt die Nationalstraße Ruta 9 über Abapó und Ipitá nach Boyuibe und weitere 187 Kilometer bis Yacuiba an der bolivianischen Südgrenze zu Argentinien. Von Boyuibe aus führt außerdem die Ruta 36 in nordöstlicher Richtung über Charagua nach Abapó.
Durch Boyuibe führt die Eisenbahntrasse von Santa Cruz nach Yacuiba, die einen Haltepunkt in Boyuibe hat. Von hier aus gibt es Personenzug-Verbindungen in nördlicher wie in südlicher Richtung, welche die Fahrgäste in etwa elfeinhalb Stunden nach Santa Cruz und in fünf Stunden nach Yacuiba befördern.

## Bevölkerung
Die Einwohnerzahl der Ortschaft ist in den vergangenen beiden Jahrzehnten um mehr als ein Drittel angestiegen:
| Jahr | Einwohner | Quelle       |
| ---- | --------- | ------------ |
| 1992 | 2490      | Volkszählung |
| 2001 | 2907      | Volkszählung |
| 2012 | 3401      | Volkszählung |
| 2024 |           | Volkszählung |

Die Region weist einen gewissen Anteil an Guaraní-Bevölkerung auf, im Municipio Boyuibe sprechen 22,8 Prozent der Bevölkerung Guaraní.